# Ce cœur qui bat

Ce cœur qui bat est un film documentaire réalisé par Philippe Lesage et sorti en 2011.

## Synopsis
Que le problème soit physique ou psychologique, le cœur doit être ausculté. Et c’est à l’Hôtel-Dieu de Montréal que le réalisateur Philippe Lesage a choisi de poser sa caméra pour constater avec sobriété des grands maux de notre société : solitude, détresse psychologique, problèmes sociaux, un corps qui ne suit plus une tête qui n’en peut plus. À travers un rythme lent enchaînant les nombreuses séquences captées dans les différentes salles de l’hôpital et à l’aide d’une bande-son totalement enveloppante, Ce cœur qui bat donne un visage à la maladie et prend le pouls de la souffrance.

## Récompenses
- 14e soirée des prix Jutra, 2012, Meilleur documentaire[1]
- Prix de la Cinémathèque québécoise pour la meilleure œuvre québécoise/canadienne (RIDM 2010)
- Prix Meilleur espoir Québec/Canada (RIDM 2010)

## Fiche technique
- Titre : Ce cœur qui bat
- Réalisation et scénario : Philippe Lesage
- Montage : Mathieu Bouchard-Malo
- Producteurs : Philippe Lesage, Bruno Guay
- Image : Philippe Lesage
- Son : Claude Langlois
- Musique : Schubert, Beethoven
- Distribution : Les Films du 3 mars